# Université Carlo-Cattaneo
Pour les articles homonymes, voir Cattaneo.
L'université Carlo-Cattaneo (en italien, nom complet, Università Carlo Cattaneo – LIUC (Libero Istituto Universitario Carlo Cattaneo), autrement dit Libre Institut universitaire Carlo-Cattaneo) est une université italienne, dont le siège est à Castellanza, dans la Province de Varèse, en Lombardie.
L'université porte le nom de Carlo Cattaneo, un philosophe italien du XIXe siècle. Son symbole est la Grande Ourse.

## Organisation
L'université est composée de trois facultés consacrées au monde de l'entreprise :
- Économie
- Ingénierie
- Droit

## Personnalités liées à l'université

### Professeurs
- Enrico Letta (né en 1966), homme d'État italien.